# Reifnitz (Gemeinde Maria Wörth)
Reifnitz (slowenisch Ribnica) ist ein Ort am Südufer des Wörthersees in Kärnten. Der Hauptort der Gemeinde Maria Wörth hat 857 Einwohner (Stand 1. Jänner 2024).

## Bauwerke

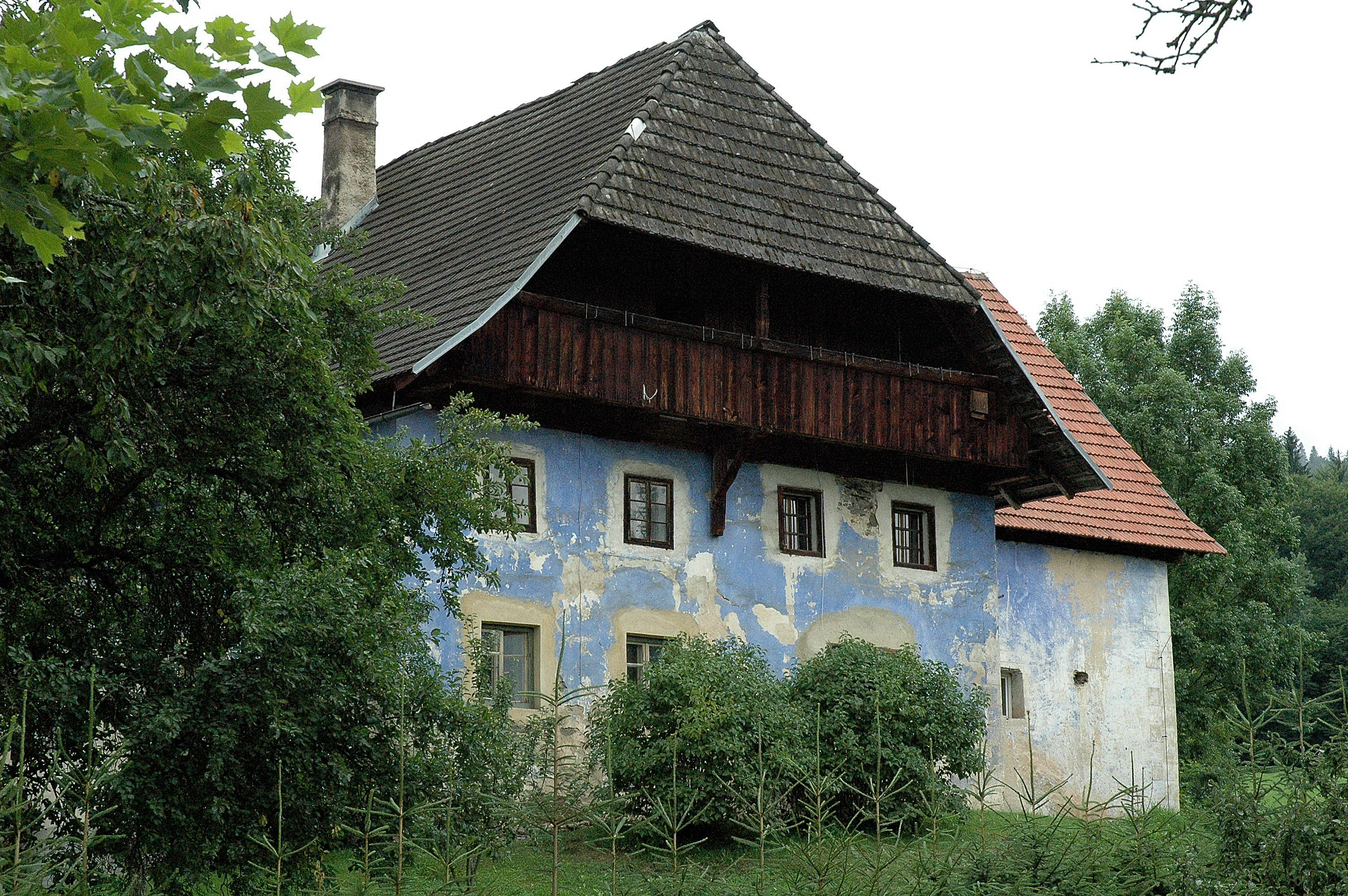
Altes Bauernhaus auf dem Schlossareal der ehemaligen Burg Reifnitz

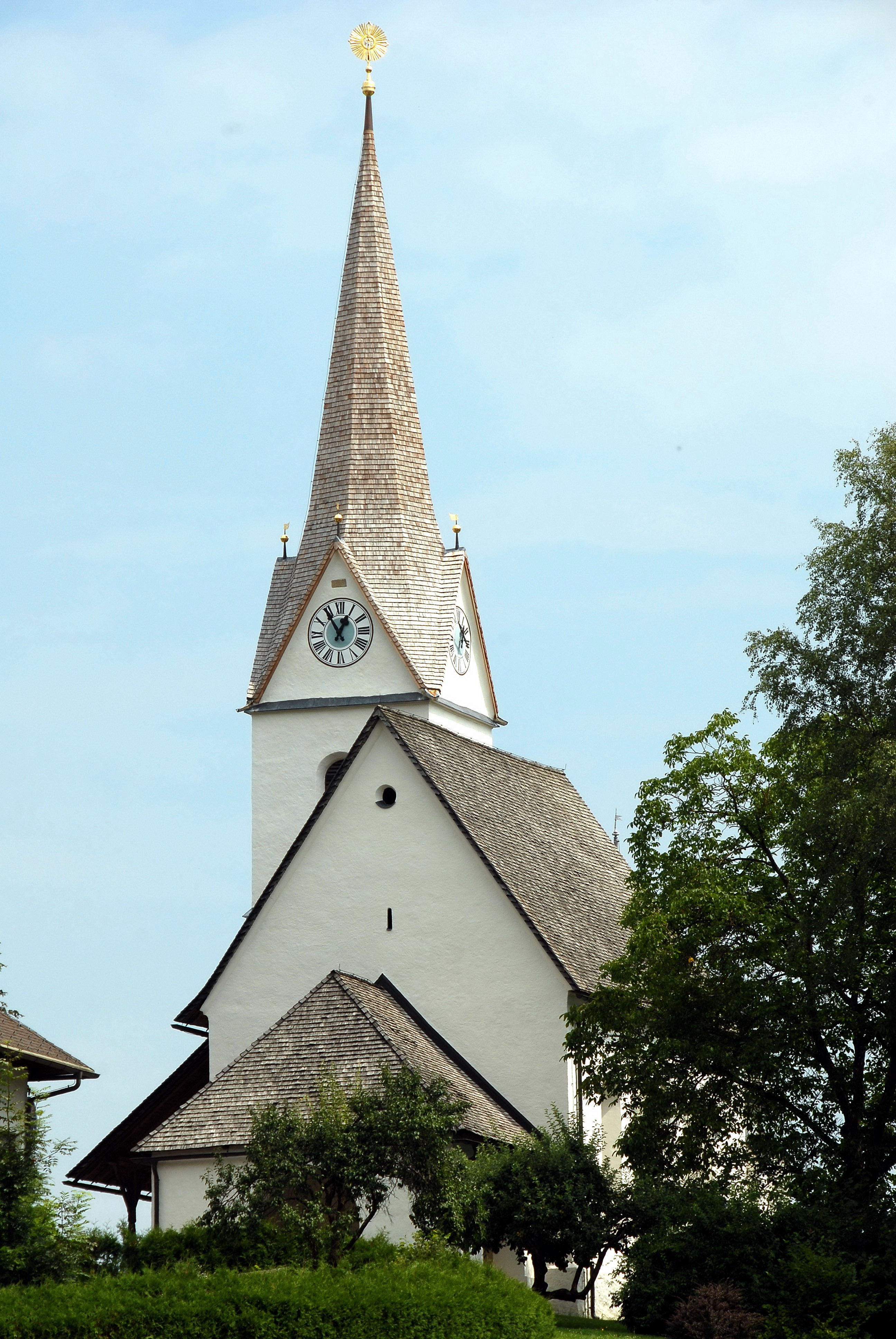
Filialkirche Sankt Anna am Zackel in Reifnitz

- Schloss Reifnitz (slowenisch Grad Ribnica ob Vrbskem jezeru), auch Schloss „Klein Miramar“ (slowenisch Mali Miramar) genannt, wurde 1898 auf der Landzunge am Nordrand der Reifnitzer Bucht errichtet. Es präsentiert sich als kastellartiger, späthistoristischer Bau auf einer befestigten Terrasse mit zinnenbekröntem Rundturm im Südosten, einem Treppengiebel über der Stiegenhausachse an der Südfassade und einem Erker im Nordosten. Im Inneren befinden sich unter anderem zwei Kassettendecken und eine Deckendekoration im Stil des Rokoko. Im Stiegenhaus blickt man durch bemerkenswerte Glasfenster aus der Erbauungszeit.[2]
- Die Burgruine Reifnitz: Der erste Ansatz zum Bau einer wehrhaften Anlage auf dem Burgfelsen bei St. Margarethen-Reifnitz fällt wahrscheinlich in die Zeit der frühmittelalterlichen Christianisierung der heidnischen Alpenslawen und der Kolonisierung durch bayerisch-fränkische Neusiedler im 8./9. Jahrhundert. Aus dieser entstand in den folgenden Jahrhunderten eine der mächtigsten Burgen rund um den Wörthersee, die das gesamte Südufer und das Keutschacher Seental beherrschte. Die Burg wurde urkundlich 1145 erstmals erwähnt. Durch das Erdbeben von 1348 wurde sie beschädigt.[3] Nach mehreren Besitzerwechseln sind die Keutschacher für das Ende des 15. Jahrhunderts als Pfleger bzw. Burggrafen von Reifnitz belegt. Heute stehen nur noch wenige Mauerreste und geben eine Ahnung von der einstigen Größe und Mächtigkeit dieser Anlage. An der Stelle der ehemaligen Burgkapelle steht heute die Filialkirche St. Margarethen (siehe unten).
- St. Margarethen ist eine Filialkirche der Pfarrkirche St. Georg in Keutschach; sie ist im Raum Reifnitz-Keutschach wahrscheinlich die älteste Kirchengründung vermutlich im Jahre 977, aber zweifelsohne mit der ersten Nennung der Burg Reifnitz 1189 bzw. 1195. Auftraggeber für einen Umbau im Hochmittelalter zum spätgotischen Baukern waren die Herren von Keutschach, die mit großer Wahrscheinlichkeit finanzielle Unterstützung des Salzburger Erzbischofs Leonhard erhielten. Ein Schlussstein im Gewölbe des Kirchenschiffes, wo das Wappen der Keutschacher, die Rübe, angebracht ist, weist auf diesen Umstand hin. Die romanische Kapelle, von der nichts mehr übriggeblieben ist, befand sich auf dem höchsten Punkt der ehemaligen Burg, wo sich auch der Kirchenbau befindet. Der Platz, auf dem die spätgotische Kirche steht, ist auf drei Seiten durch steil abfallende Felswände begrenzt.
- Strandhotel Sille
- Gemeindeamt Reifnitz

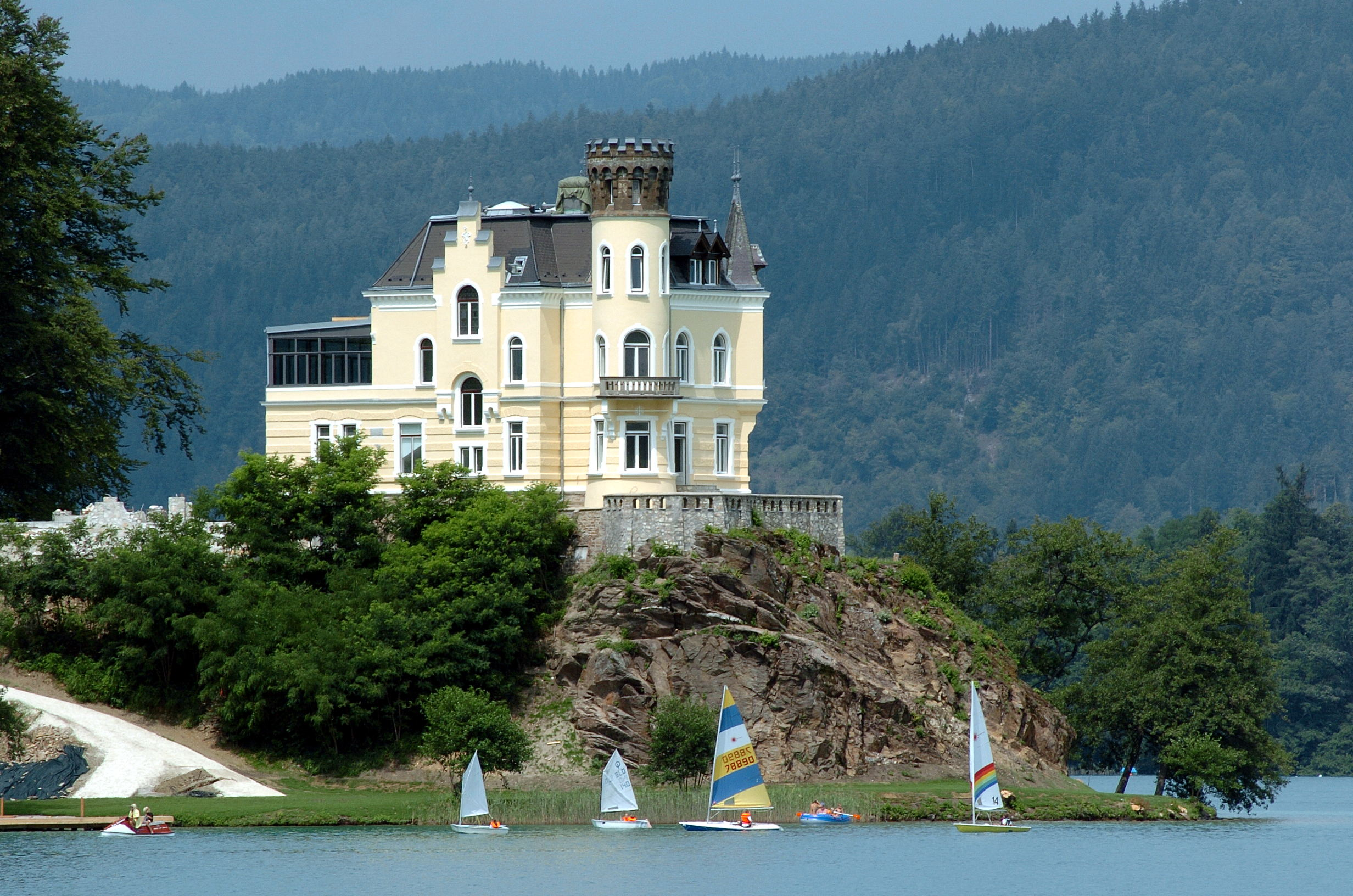
Schloss „Klein Miramar“ im Jahr 2008
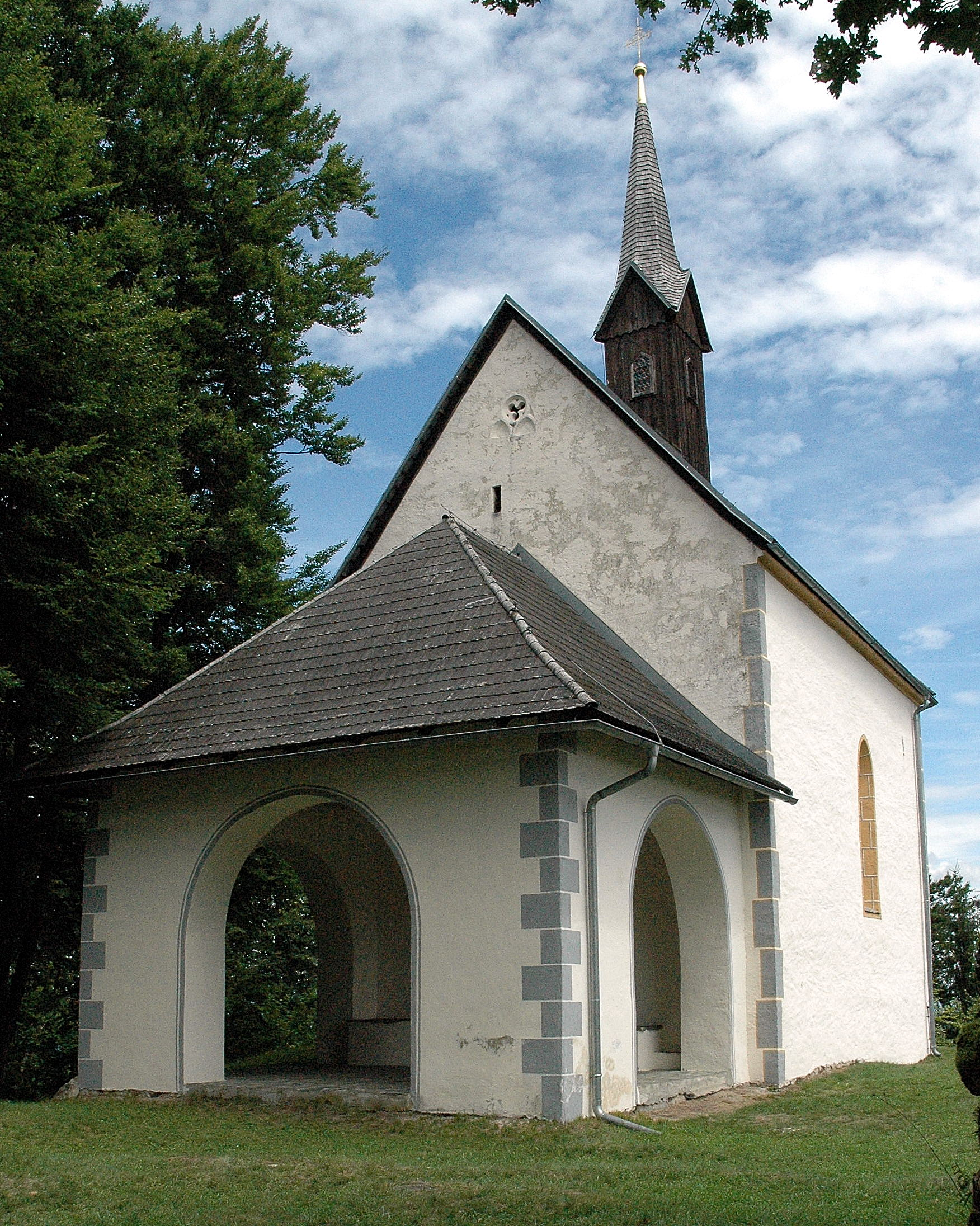
Kirche St. Margarethen
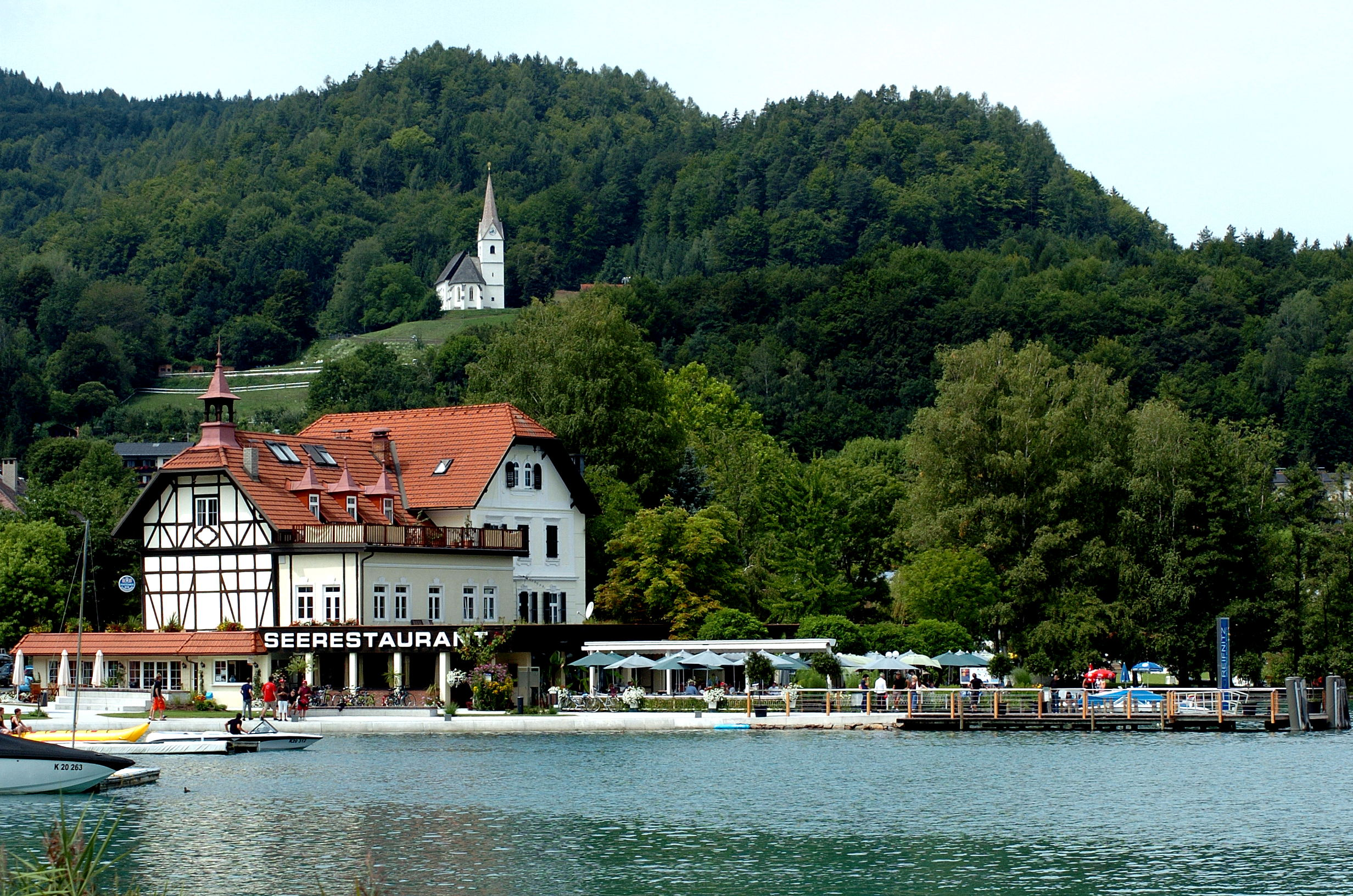
Bucht von Reifnitz mit Strandhotel und Filialkirche St. Anna
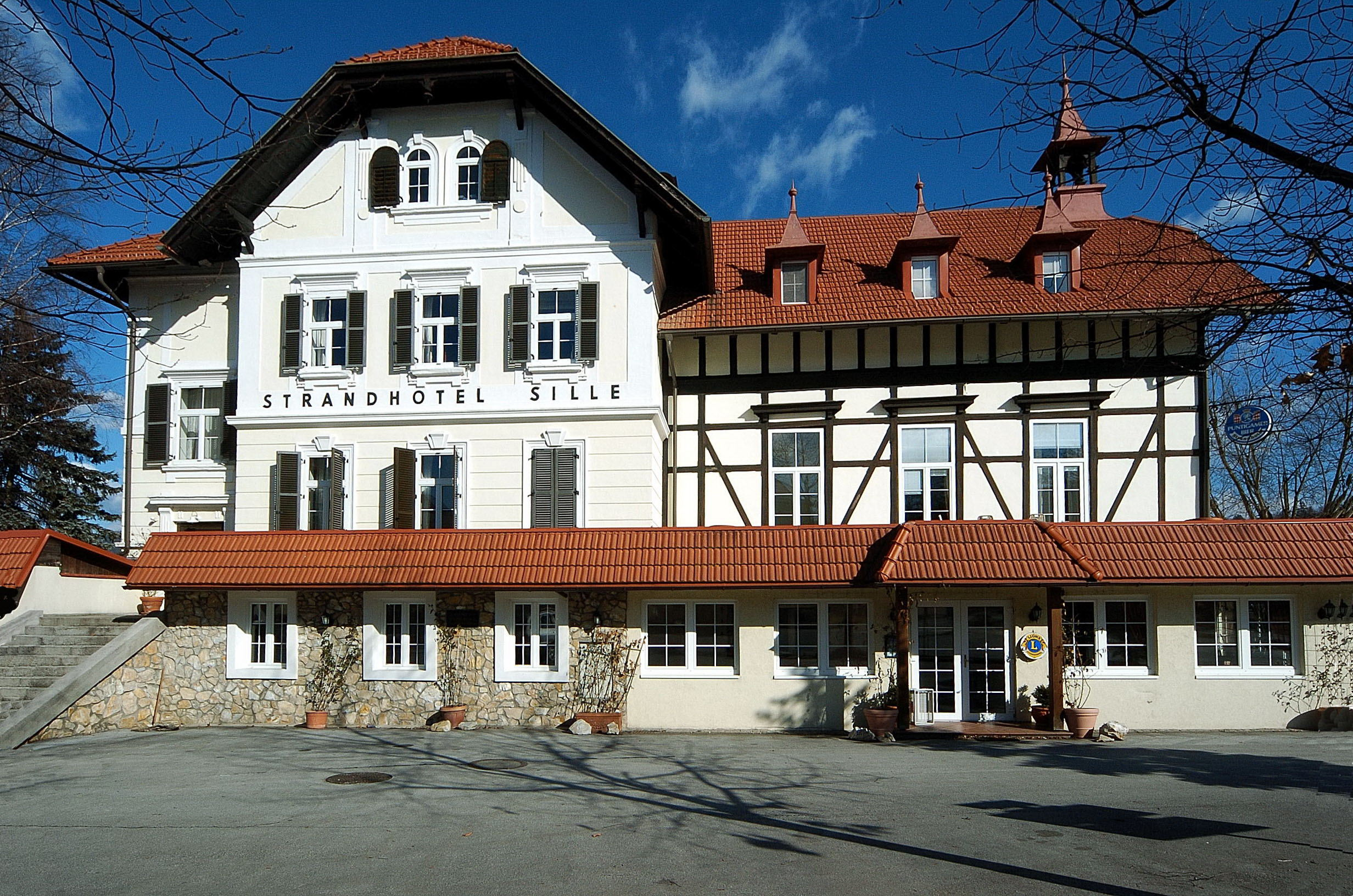
Strandhotel Sille
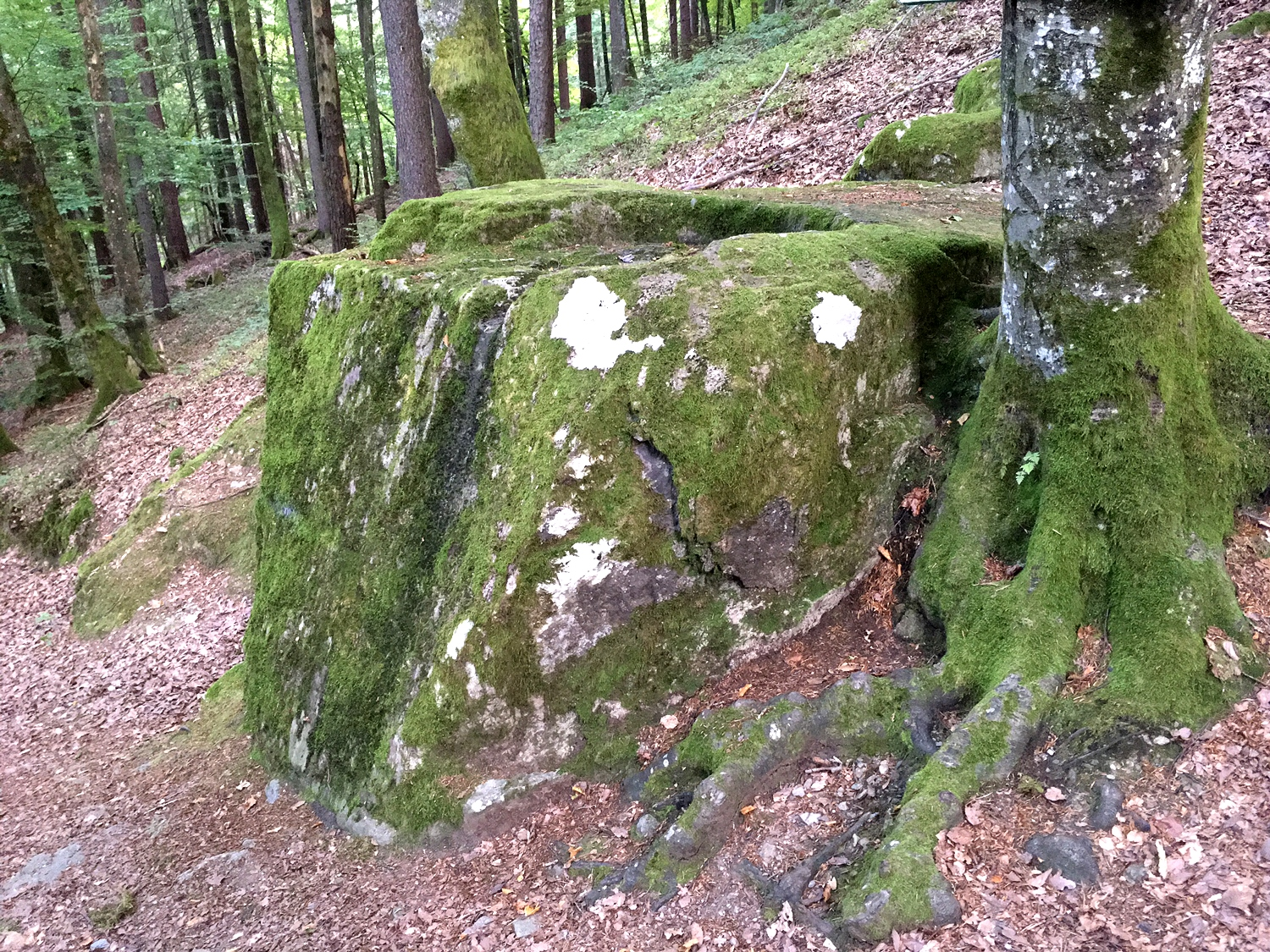
Opferstein
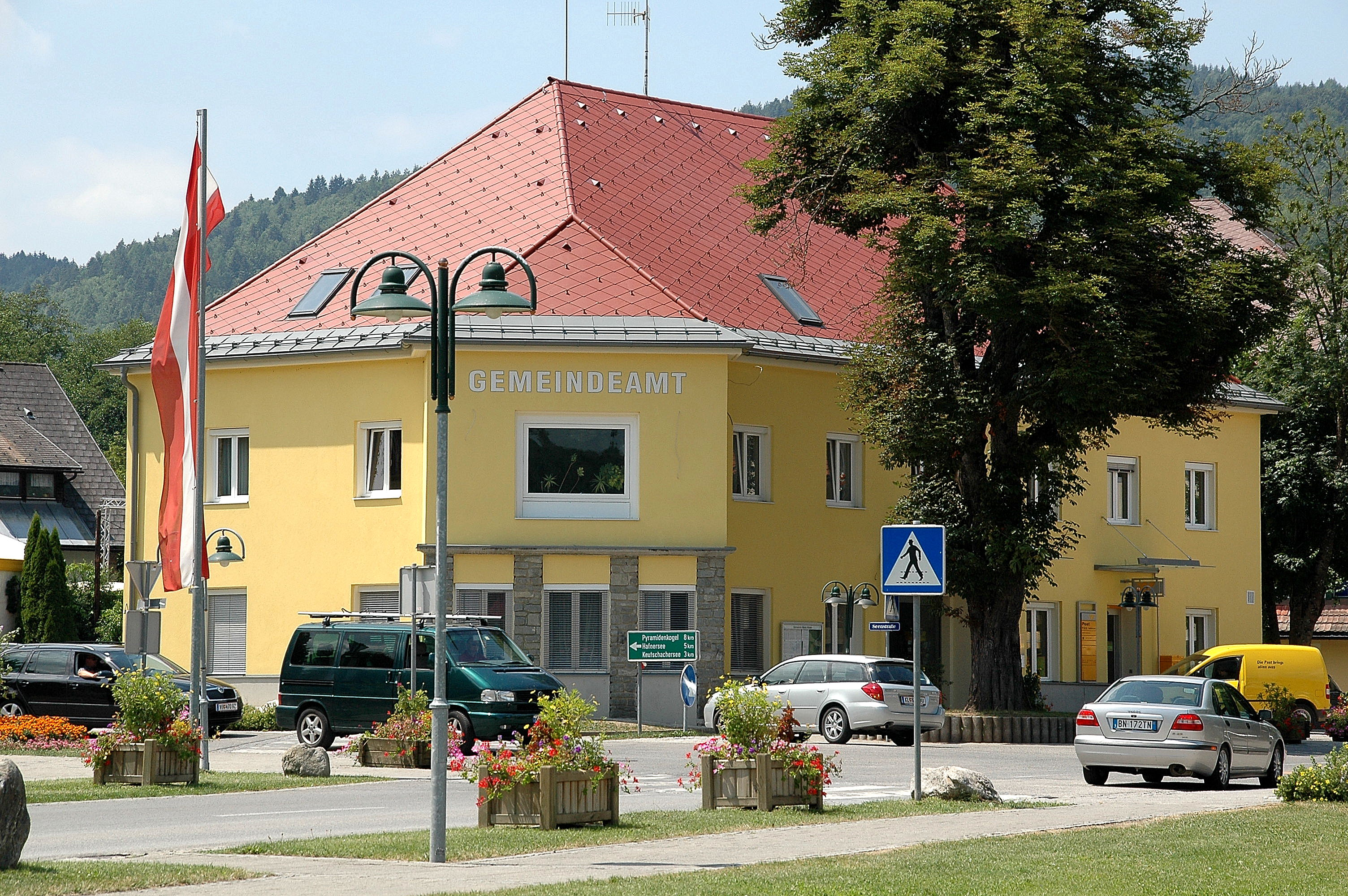
Gemeindeamt

## Naturdenkmal

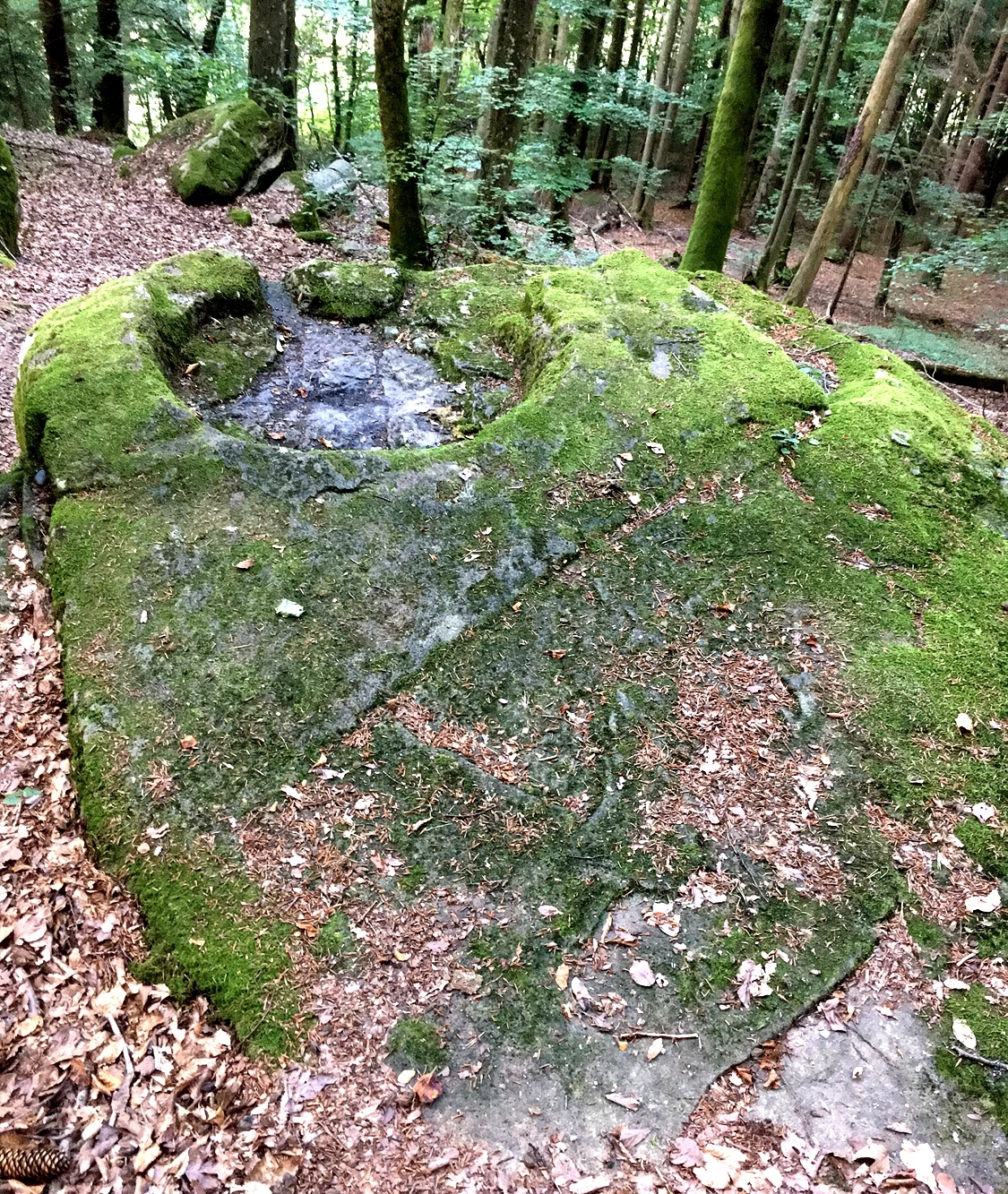
Opferstein im Keutschacher Wald

Südlich von Reifnitz im Wald unter dem Burgfelsen befindet sich der sogenannte Opfer- oder Hexenstein. Es handelt sich um einen Steinblock mit einer schalenförmigen Ausnehmung von zirka 95 cm Durchmesser und 15 cm Tiefe mit einer Abflussrinne an der Oberseite und ostseitig geglätteter Stirnfront; es ist eine heidnische Kultstätte unbestimmter Datierung. Der Stein ist ein von Menschenhand geformter und heute von Moos überwachsener Quaderstein im Waldboden, dessen Maße 3 × 2,4 × 1,4 m betragen. Auf der Deckfläche der Kultstätte befindet sich eine Opferschale von 95 cm Durchmesser und etwa 15 cm Tiefe. Von der Schale führt eine Rinne an den Rand des Steines, durch welche das Blut der Opfertiere abfließen konnte. Die verborgene Lage im einschichtigen Wald dürfte diesen Opferstein als heidnisches Gegenstück zur Kirche von Maria Wörth erklären lassen. Als dort im 9. Jahrhundert n. Chr. bereits das Christentum gepredigt wurde, steckten die Bewohner dieser Region noch im tiefen Heidentum. Sie trafen sich an verborgenen Stellen zu verbotenen heidnischen Kulthandlungen und brachten ihren alten Göttern Tieropfer dar.

## Veranstaltungen
Von 1982 bis 2022 trafen sich alljährlich Automobilfreunde zur „Wörtherseetour“, oder auch „Auto News Wörthersee“ genannt, rund um den Wörthersee. Ursprünglich hieß die Veranstaltung „GTI-Treffen“, was die geläufigere Bezeichnung war. Im Februar 2023 wurde bekannt, dass diese Veranstaltung, die wegen der Corona-Krise 2019 zum letzten Mal ausgerichtet wurde, künftig nicht mehr stattfinden wird. Als Grund nannte die Gemeinde, sie strebe vor dem Hintergrund des Klimawandels mehr Nachhaltigkeit an.